# 大陸系磨製石器

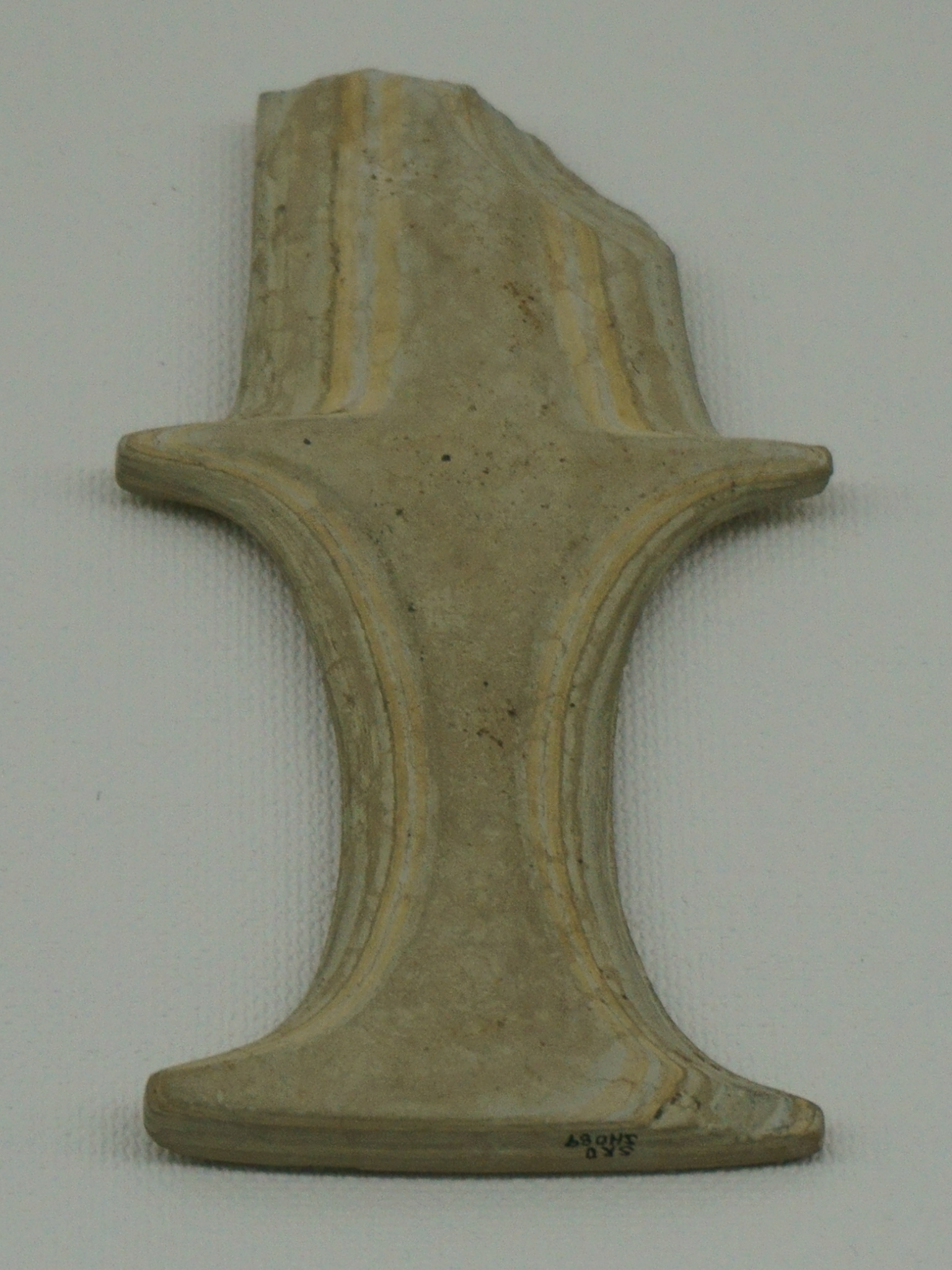
大陸系磨製石器の1つ、有柄式磨製石剣（佐賀県吉野ヶ里遺跡出土）

大陸系磨製石器（たいりくけいませいせっき）とは、弥生時代になって朝鮮半島から水稲農耕技術が流入するとともに日本列島に流入した、朝鮮半島に直接的な起源を持つ磨製石器の一群である。多くは、水稲農耕技術や、それに伴って列島に渡来した様々な生活様式を採用するに伴って、新たに必要になった道具である。

## 収穫具
まず、収穫具として、石包丁・石鎌があげられる。ともに稲を刈り取る際に用いられる道具であり、石包丁は穂首刈りに、石鎌は根刈りに主に用いられたとされる(一般的に根刈りの方が穂首刈りより効率が良い)。石包丁は北部九州〜西日本一帯に頻繁にかつ比較的多く見られるが、石鎌は量が少なく、また分布範囲も北部九州を中心とした地域に限定される。石包丁には大型と小型があり、列島には主に小型の石包丁が分布するが、北部九州を中心に大型の石包丁もしばしば出土する。代表的な産地として、福岡県飯塚市の立岩遺跡群をあげることができ、北部九州一帯に分布する。

## 伐採具
伐採具として、太形蛤刃石斧があげられる。大きいものは長さ25センチ以上、幅10センチ程度ある大型の石斧で、刃部を正面から見た形がハマグリとにているためこの名がついた。大きいため重量があり、大きな広葉樹の伐採に特に適するとされる。着柄方向は刃部と柄が併行に付く。その用途から、硬質な石材が好まれ、安山岩や玄武岩などが石材として選択されることが多い。代表的な産地として、福岡市西区の今山遺跡などがあげられ、北部九州一帯に分布する。

## 工作具
工作具として、抉入柱状片刃石斧・扁平片刃石斧があげられる。いずれもノミとして使われたと考えられる。

## 武器
武器として、石剣・石鏃があげられる。ともに北部九州で弥生時代早期〜前期に見られるもので、ほかの地域では少ない。石剣は柄部を一体として製作されるものと剣身のみが作られるもの、両者の中間で剣身の末端に柄と接続させるための小さな突出が見られるものなどがあり、柄部を一体として製作されるものが祖形となる。血溝、あるいは樋と呼ばれる溝が刃部に並行して走るものが古式、あるいは祖形となる。古式の形態を保つものは北部九州に集中して出現する。石鏃は、柳葉形石鏃と呼ばれるものが代表的なものである。長さはしばしば10センチメートル近くに達し、柳の葉のように細長い。北部九州弥生時代早期〜前期に集中してみられる。
大陸系磨製石器は、水稲農耕とそれに伴う生活様式にともなって流入したものであるが、機能的に代替されるものが縄文時代に存在していたものや実用性の低いものについては比較的早期に衰退する傾向が見られる。石剣・石鏃などは主たる分布圏が北部九州以外には広がらず、そのほかの地域では打製のものに置き換わる傾向がある。これは、石剣は非・実用的で、石鏃は縄文文化に打製のものが存在したからと考えられる。一方、稲の収穫具である石包丁は広く列島全域に広がり、西日本では一般的な石器である（一部に打製のものを使う地域もある）。また、開墾時に多用される伐採具である太形蛤刃石斧も、北部九州のものは大きく、東に行くほど小型化する傾向はあるが、西日本一帯に広く分布する。つまり、水稲農耕に直接的に関わる道具で、かつ実用性の高いものは、広く受け入れられる傾向にあるといえる。このような広く受け入れられた大陸系磨製石器群は、鉄器に置き換わるまで弥生時代を通じて日常的に使われた重要な道具であった。